# لابیاپلاستی
لابیاپلاستی (به انگلیسی: Labiaplasty) نوعی عمل جراحی پلاستیک برای اصلاح لبه کوچک، لبه بزرگ و پوست اطراف فرج است. زنانی که به دنبال انجام این عمل جراحی هستند، در دو دستهٔ کلی قرار می‌گیرند: زنان دارای عارضه‌های مادرزادی مانند بیناجنس هستند و زنانی که از ظاهر اندام‌تناسلی خود خشنود نیستند.
اندازه، ریخت و رنگ لبه فرج ممکن است در نتیجهٔ زایمان، سالخوردگی یا عوامل دیگر به‌طور چشمگیری دگرگون شود. بیماری‌های مادرزادی مانند انسداد مهبل، مهبل یا لوله رحم ناقص و بیناجنسی یا پاره و کشیده‌شدن لبه بزرگ بر اثر زایمان با لابیاپلاستی درمان می‌شوند. در عمل تغییر جنسیت از مرد به زن برای ساخت لبهٔ فرج از لابیاپلاستی استفاده می‌شود.
پژوهشی در سال ۲۰۰۸ میلادی گزارش کرد که ۳۲٪ زنانی که تحت این عمل قرارگرفته‌اند برای بهبود نقص کارکردی، ۳۱٪ با هدف بهبود نقص کارکردی و زیبایی و ۳۷٪ نیز تنها برای اهداف زیبایی بوده‌است. طبق پژوهشی در سال ۲۰۱۱ میلادی حدود ۹۰ تا ۹۵٪بیماران از نتیجه عمل خود راضی بوده‌اند. ریسک‌های این عمل شامل برجای ماندن جای زخم دائمی، عفونت، خونریزی، سوزش، آسیب‌دیدن اعصاب و کاهش حساسیت است. در استرالیا طبق قانونی بیمارستان‌های عمومی باید پیش از انجام لابیاپلاستی ، به زنان درمورد انواع گوناگون اشکال طبیعی لبه فرج اطلاعات کافی بدهند؛ این امر سبب کاهش ۲۸٪ شمار عمل‌های لابیاپلاستی شد. برخلاف بیمارستان‌های عمومی، جراحان در کلینیک‌های خصوصی ملزم به رعایت این قانون نیستند. مخالفان این عمل باور دارند اگر به زنانی که قصد انجام لابیاپلاستی دارند اطلاعات کافی داده‌شود، منصرف خواهندشد.
تصاویر فرج در رسانه‌ها آگهی‌ها و حتی بسیاری از کتاب‌های آناتومی نمایش‌داده نمی‌شوند. مخالفت جامعه با آموزش مسائل جنسی  نیز دادن اطلاعات کافی به زنان درمورد اشکال طبیعی گوناگون فرج را محدود می‌کند. بیشتر زنان دانش محدودی نسبت به آناتومی فرج دارند و بسیاری نمی‌داند که فرج طبیعی چه شکلی دارد. در عین حال بسیاری از تصاویر پورنوگرافی از فرج زنان به‌صورت دیجیتالی روتوش شده و اندازه و ریخت لبهٔ فرج برای رعایت استانداردهای سانسور در کشورهای مختلف تغییر داده‌می‌شوند. پژوهشگران در زمینهٔ پزشکی از افزایش آمار این عمل ابراز نگرانی کرده‌اند و برخی از آن‌ها گمان می‌زنند که تصاویر پورنوگرافی در اینترنت سبب ناخوشنودی از تصویر بدنی در بسیاری از زنان می‌شود. اگرچه اسناد کافی برای اثبات این ادعا در دست نیست. سرویس سلامت همگانی بیان‌کرد که بسیاری از زنان در مراجعه به پزشک برای نشان‌دادن ظاهر اندام‌تناسلی مورد نظر خود با خود عکس‌های پورنوگرافی می‌آورند.

## اندازه لبهٔ فرج
به بخش بیرونی اندام جنسی زنان فرج گفته می‌شود. فرج دربردارندهٔ لبهٔ کوچک (درونی)، لبهٔ بزرگ (بیرونی)، کلیتوریس، پیشاب‌راه و مهبل می‌شود. لبهٔ بزرگ از تپه ونوس تا میان‌دوراه گسترش می‌یابد.
اندازه، حالت، رنگ لبهٔ کوچک در طول زندگی می‌تواند تغییر زیادی پیدا کند. یکی از این لبه‌ها معمولاً از دیگری بزرگ‌تر است. لبه‌های کوچک ممکن است توسط لبه‌های بزرگ پوشانده شوند یا از آن‌ها بیرون بیاند. لبه‌های کوچک ممکن است با تحریک جنسی بزرگ‌تر شوند؛ گاهی دو تا سه برابر قطر معمولی‌شان.
اندازهٔ لبهٔ فرج ممکن است پس از زایمان تغییر کند. سوراخ‌کاری اندام جنسی به‌خاطر وزن زیورآلات می‌تواند اندازه و عدم‌تقارن لبهٔ فرج را افزایش دهد. اندازه‌گیری لبهٔ فرج دو زن دوقلو نشان‌داد که لبهٔ فرج در هر دوتای آن‌ها یکسان است که حاکی از عامل وراثت است. در سال ۲۰۰۴ میلادی پژوهشگرانی در لندن لبهٔ فرج ۵۰ زن ۱۸ تا ۵۰ ساله را اندازه‌گیری کردند:
|                                                    | اندازه‌ها            | میانگین [معیار استاندارد] |
| -------------------------------------------------- | ------------------- | ------------------------- |
| طول کلیتوریس (mm)                                  | ۵/۰ – ۳۵/۵          | ۱۹/۱ [۸/۵]                |
| عرض سر کلیتوریس (mm)                               | ۳/۰ – ۱۰/۰          | ۵/۵ [۱/۷]                 |
| کلیتوریس تا پیشاب‌راه (mm)                          | ۱۶/۰ – ۴۵/۵         | ۲۸/۵ [۷/۱]                |
| طول لبه بزرگ (cm)                                  | ۷/۰ – ۱۲/۰          | ۹/۳ [۱/۳]                 |
| طول لبه کوچک (mm)                                  | ۲۰ – ۱۰۰            | ۶۰/۶ [۱۷/۲]               |
| عرض لبه کوچک (mm)                                  | ۷/۰ – ۵۰/۰          | ۲۱/۸ [۹/۴]                |
| طول میان‌دوراه (mm)                                 | ۱۵/۰ – ۵۵/۰         | ۳۱/۳ [۸/۵]                |
| طول مهبل (cm)                                      | ۶/۵ – ۱۲/۵          | ۹/۶ [۱/۵]                 |
| مرحله تانر (n)                                     | IV                  | ۴/۰                       |
| مرحله تانر (n)                                     | V                   | ۴۶                        |
| رنگ ناحیه اندام تناسلی در مقایسه با پوست اطراف (n) | یکسان               | ۹/۰                       |
| رنگ ناحیه اندام تناسلی در مقایسه با پوست اطراف (n) | تیره‌تر              | ۴۱                        |
| چین‌خوردگی لبه فرج (n)                              | صاف (بدون چروک)     | ۱۴                        |
| چین‌خوردگی لبه فرج (n)                              | نسبتاً چین‌خورده      | ۳۴                        |
| چین‌خوردگی لبه فرج (n)                              | به‌طور مشخص چین‌خورده | ۲/۰                       |

## عمل جراحی

### مواردی که لابیاپلاستی نباید انجام شود
لابیاپلاستی برای زنانی که بیماری مربوط به ژینوکولوژی (مربوط به بیماری زنان) فعال دارند، نسبتاً مناسب نیست. مانند زنان مبتلا به عفونت یا نئوپلاسم؛ زنانی که دخانیات استعمال می‌کنند و قصد ترک دائمی یا موقتی برای بهینه‌سازی ظرفیت بهبود زخم خود ندارند؛ زنانی که در اهداف زیبایی مد نظر خود زیاده‌روی می‌کنند. بعضی باور دارند این عمل نباید در زمان قاعدگی انجام شود؛ تا خطر عفونت و اثرات احتمالی هورمونی کاهش یابد.

### جراحی تغییر جنسیت
در جراحی تغییر جنسیت، در مورد بیماران ترازن مرد به زن، لابیاپلاستی دومین مرحله از یک عمل واژینوپلاستی دو مرحله‌ای است که از شیوه‌های لابیاپلاستی برای ساخت لبهٔ کوچک و روپوش کلیتوریس استفاده می‌شود. در این گونه عمل، لابیاپلاستی معمولاً چند ماه پس از اولین مرحله واژینوپلاستی انجام می‌شود.

### بیهوشی
لابیاپلاستی می‌تواند با بی‌حسی موضعی، بی‌هوشی و آرام‌بخشی پروسیجرال و بیهوشی عمومی انجام شود. پیش از برش یک محلول بی‌حس‌کننده (لیدوکائین + اپینفرین در محلول نمک) به لبهٔ کوچک تزریق می‌شود تا باعث تورم و انقباض بیشتر دستگاه گردش خون لبهٔ فرج و کاهش خون‌ریزی شود.

### روش‌ها

#### برش لبه
تکنینک برش لبه (به انگلیسی: Edge resection technique) تکنیک اصلی لابیاپلاستی و شامل برش سادهٔ بافت از لبهٔ آزاد به لبهٔ کوچک است. در یکی از شیوه‌های برش، گیره‌ای را پیرامون لبه‌های فرج قرار می‌گیرد و گردش خون را قطع می‌کند تا از خونریزی جلوگیری شود؛ پس از برش، لبهٔ کوچک یا بزرگ بخیه‌زده می‌شوند. این روش به‌دلیل آسانی توسط بسیاری از جراحان ترجیح داده می‌شود. معایب این روش از بین رفتن چین و چروک طبیعی لبه‌های آزاد لبهٔ کوچک است، بنابراین باعث غیرطبیعی شدن ظاهر فرج می‌شود. همچنین در این روش احتمال آسیب رسیدن به پایانه‌های عصبی زیاد است. علاوه‌بر این ممکن است لایهٔ درونی لبهٔ فرج پشت و رو شود (به‌طرف بیرون برگردد) که باعث می‌شود بافت درونی صورتی رنگی که معمولاً پنهان است، نمایان شود. از مزایای این روش برداشتن لبه‌های تیره و نامرتب لبهٔ فرج با یک برش خطی است. از دیگر معایب این روش عدم توانایی برش پوست اضافی روپوش کلیتوریس است. قطع کامل لبهٔ کوچک در این روش متداول است و اغلب نیاز به جراحی دوباره برای اصلاح دارد. در این روش بدشکلی‌های روپوش کلیتوریس اصلاح نمی‌شوند و خود نیاز به جراحی جداگانه دارد. بعضی از زنان پس از انجام لابیاپلاستی با این روش از پدیدار شدن یک «آلت‌مردی کوچک» شکایت می‌کنند؛ زیرا روپوش کلیتوریس دست‌نخورده باقی مانده و لبهٔ کوچک کاملاً برداشته شده‌است. بسیاری از جراحان از این تکنینک استفاده نمی‌کنند و به‌جای آن از تکنیک گُوِه شکل (به انگلیسی: wedge) ترجیح می‌دهند که انجام آن سخت‌تر است اما ظاهر طبیعی‌تر و متقارن‌تری به فرج می‌دهد. پس از لابیاپلاستی به روش برداشتن لبه، اغلب نیاز به عمل جراحی بازسازی هست.

#### برش گوه شکل مرکزی
تکنیک برش گُوِه شکل مرکزی (به انگلیسی: Central wedge resection technique) شامل برش‌دادن و برداشتن یک بافت ضخیم جزئی به شکل گوه از ضخیم‌ترین بخش لبه کوچک است. برخلاف تکنیک برش لبه در این تکنیک چین‌خوردگی‌های طبیعی لبه کوچک حفظ می‌شوند. اگر کل ضخامت برداشته شود احتمال آسیب رسیدن به اعصاب لبه فرج وجود دارد که می‌تواند به نوروم دردناک و بی‌حسی بینجامد. برداشت جزئی ضخامت از لایه مخاطی و پوست و دست‌نخورده باقی‌گذاشتن لایه زیرمخاطی، احتمال وقوع این مشکل را کاهش می‌دهد. لابیاپلاستی به این روش مشکل است و اگر پوست زیاد برداشته شود ممکن است سبب وارد آمدن فشار زیاد به زخم و در نهایت بازشدگی زخم شود. یکی از مزایای این روش این است که یک برش گوه شکل گسترده می‌تواند به بالا به سمت پیش‌پوست آورده شود تا پیش‌پوست بیرون زده و زیادی را اصلاح کند، بدون اینکه نیازی به برش جداگانه باشد. این امر به فرج ظاهر طبیعی می‌دهد و از ایجاد برش در نزدیکی کلیتوریس، که بسیار حساس است، جلوگیری می‌کند.

#### دی‌اپیتلیالیزاسیون
تکنیک دی‌اپیتلیالیزاسیون (به انگلیسی: De-epithelialization technique) شامل بریدن بافت پوششی یک بخش مرکزی در جهت میانی یا جانبی هرکدام از لبه‌های کوچک، با استفاده از چاقوی جراحی یا لیزر پزشکی است. این روش بافت اضافی عمودی را کاهش می‌دهد و حالت و چین‌خوردگی‌های طبیعی، حساسیت و نقش لبه کوچک در نعوظ را حفظ می‌کند. یکی از معایب این روش این است که اگر نیاز به برداشتن سطح زیادی از لبه فرج باشد، ممکن است پهنای لبه فرج گسترش یابد.

#### برداشتن روپوش کلیتوریس
در لابیاپلاستی اگر ضخامت بیش از حد پیش‌پوست یا روپوش کلیتوریس برانگیختگی جنسی فرد را دچار مشکل کند یا سبب نازیبایی شود، پیش‌پوست برش داده می‌شود.

#### لیزر
این روش شیبه به دی‌اپیتلیالیزاسیون است. لابیاپلاستی با لیزر مونالیزاتاچ جدیدترین است که مهمترین فواید ان برش دقیق و انحام لابیاپلاستی بدون درد و تورم و خونریزی می‌باشد یکی از معایب این روش احتمال ایجاد کیست روپوستی در صورت برداشت زیادی روپوست لبه فرج است.

### مراقبت‌های پس از عمل
این عمل درد زیادی به‌همراه ندارد و فرد می‌تواند همان روز بیمارستان را ترک کند. نیازی به پانسمان وجود ندارد اما می‌توان برای راحتی نوار بهداشتی پوشید. لبه‌های فرج پس از عمل به‌خاطر محلول بی‌حسی‌ای که به آن‌ها تزریق‌شده، بسیار متورم هستند.
همچنین نحوهٔ تمیز کردن زخم‌ها و استفاده از پماد آنتی‌بیوتیک توسط پزشک به زنان آموزش داده می‌شود.
بهتر است یک هفته پس از عمل جراحی با پزشک جراح دیدار کرد. امکان بروز هماتوم پس از عمل وجود دارد. باتوجه به روند بهبودی فرد، سه تا چهار روز پس از عمل باید از کارکردن پرهیز کرد. پس از عمل نباید لباس تنگ پوشید و تا چهار هفته نباید آمیزش جنسی داشت.
نتایج جراحی لابیاپلاستی چهار تا شش ماه پس از رفع تمام تورم قابل مشاهده می‌باشد و پیش از آن ممکن است ظاهر لابیاها نامتقارن یا بزرگ جلوه کنند که بعد از فروکش کردن تورم کاملاً متقارن و کوچک خواهند شد.

## نکوهش

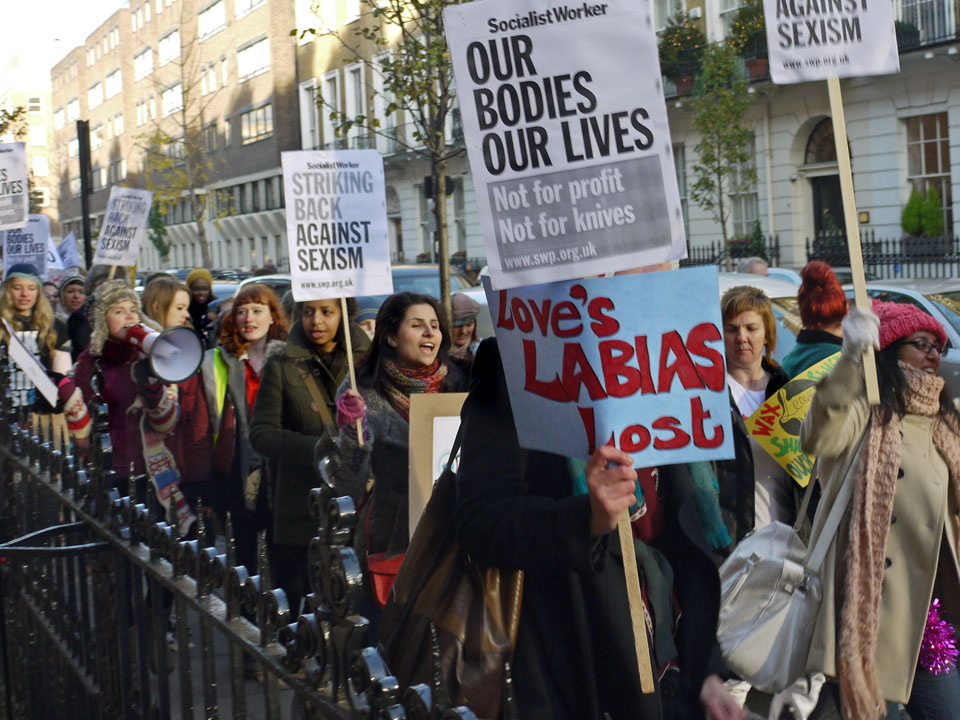
راهپیمایی در لندن در اعتراض به جراحی زیبایی لابیاپلاستی

منتقدان این عمل باور داردند دلیلی که بسیاری از زنان تن به انجام این عمل می‌دهند، تصویر غلط و غیرطبیعی‌ای است که در آگهی‌ها یا پورنوگرافی می‌بینند.